# Капитолийски музеи
Капитолийските музеи (на италиански: Musei Capitolini) представляват комплекс от музеи за изкуства и археология разположени около площада, проектиран от Микеланджело на Капитолийския хълм в Рим. Това са най-старите публични музеи в света. Тяхната история може да бъде проследена чак до 1471 г., когато папа Сикст IV дарява на народа на Рим колекция от ценни антични бронзови статуи, намирали се дотогава в Латеранския дворец, и ги разполага на Капитолийския хълм.

## Сгради
Музеите се разполагат в три двореца на проектирания от Микеланджело Буонароти площад на хълма Капитолий в Рим: средновековния Сенаторски дворец, преустроения от Микеланджело ренесансов Палацо Консерватори и Палацо Нуово завършен през 1654 г. и отворен за посетители чак през 1734 г. Фасадата на Палацо Нуово повтаря тази на Палацо Консерватори.
На Капитолийския площад е поставено точно копие на единствената запазена от античността конна статуя. Самата статуя е изложена в Капитолийските музеи. На нея е представен римския император Марк Аврелий, въпреки че през Средните векове по погрешка се смята, че фигурата е на император Константин Велики.

## Шедьоври сред експонатите
- Капитолийска вълчица
- Конна статуя на Марк Аврелий – оригиналът
- Херкулес от Бичия форум
- Момче си вади трън от петата
- Статуя на камилус (млад служител на култа), известен още като „Зингара“ („Циганина“). Бронз, I век сл. Хр.
- Капитолийският Брут
- Константин
- Венера Капитолийска
- Антиной Капитолийски
- Фрагмент от колоса на Константин
- „Медуза“ на Бернини. Мрамор, 1630 г.
- Глава на император Константин I, част от колосална статуя. Бронз, IV век сл. Хр.
- Александър Велики като Хелиос. Мрамор, римско копие по елинистически оригинал от III-II век пр.н.е.
- Статуя на ранена амазонка. Мрамор.
- Глава на амазонка
- Аполон
- Статуя на Купидон и Психея. Мрамор, римско копие по елинистически оригинал от II век пр.н.е.
- Аполон Китаред с грифон
- Бюст на Марк Аврелий. Мрамор
- Раненият войн
- Статуя на сражаващия се Херакъл, римско копие по гръцки оригинал, IV век пр. Хр.
- Статуя на Ерос. Римско копие от епохата на Антонините на гръцки оригинал. Мрамор от Парос
- Умиращият гал
- Сатир, облегнат на дървесен ствол. Римско копие от имперската епоха по гръцки оригинал от IV век пр. Хр.
- Релеф на танцуваща менада. Неоатическа преработка по гръцки класически оригинал. Пентелски мрамор
- Венера от Есквилин